# Escut de Sant Cugat Sesgarrigues

Escut oficial de Sant Cugat Sesgarrigues

L'escut oficial de Sant Cugat Sesgarrigues té el següent blasonament:
Escut caironat: d'or, un raïm de porpra pampolat de sinople. Per timbre una corona mural de poble.

## Història
Va ser aprovat l'1 d'octubre de 1993 i publicat al DOGC l'11 del mateix mes amb el número 1807.
El raïm és el senyal tradicional, i recorda el principal producte del poble, situat en plena àrea vinícola del Penedès.